# Koparit Kuopio
El Koparit fue un equipo de fútbol de Finlandia que alguna vez jugó en la Veikkausliiga, la liga de fútbol más importante del país.
Fue fundado en el año 1931 en la ciudad de Kuopio con el nombre Kuopion Pallotoverit (simplificado a KPT) hasta 1982, cuando lo cambiaron por el de Koparit. Participó en la Veikkausliiga en 21 temporadas entre 1938 y 1987, en donde obtuvo 2 subcampeonatos y fue 2 veces finalista de la Copa de Finlandia.
A nivel internacional participó en 2 torneos continentales, y en ambos fue eiminado en la Primera Ronda.
El equipo desapareció al final de la temporada 2001 mientras competía en la Kakkonen.

## Palmarés
- Veikkausliiga: 0
  - Sub-Campeón: 2

1978, 1981
- Finnish Cup: 0
  - Finalista: 2

1957, 1978

## Participación en competiciones de la UEFA

#### Por competición
Nota: En negrita competiciones activas.
| Competición                    | Temp. | PJ | PG | PE | PP | GF | GC | Dif. | Puntos | Títulos | Subtítulos |
| ------------------------------ | ----- | -- | -- | -- | -- | -- | -- | ---- | ------ | ------- | ---------- |
| Copa de la UEFA / Liga Europea | 2     | 4  | 0  | 0  | 4  | 2  | 10 | -8   | 0      | –       | –          |
| Total                          | 2     | 4  | 0  | 0  | 4  | 2  | 10 | -8   | 0      | 0       | 0          |

- Copa de la UEFA: 2 apariciones
  - Copa de la UEFA 1979-80 - Primera Ronda
  - Copa de la UEFA 1982-83 - Primera Ronda

## Jugadores destacados
- Carlton Fairweather
- Peter Cawley